# ادوارد جاناتان لو
ادوارد جاناتان لو (به انگلیسی: Edward Jonathan)؛ (زاده ۲۴ مارس ۱۹۵۰ - ۵ ژانویه ۲۰۱۴)، که معمولاً با نام ای جی لو نامیده می‌شود، فیلسوف و شخصیت دانشگاهی بریتانیایی بود. او استاد فلسفه در دانشگاه دورهام بود.

## زندگی
لو در دوور انگلستان به‌دنیا آمد. تحصیلات متوسطه او در مدرسه گرامر بوشی بود، و به دنبال آن، در دانشگاه کمبریج، (۱۹۶۸–۱۹۷۲) لیسانس تاریخ، و دانشگاه آکسفورد، ۱۹۷۲–۱۹۷۵ برای لیسانس و دکترا در فلسفه تحصیل کرد.

## کار فلسفی
لو یکی از فیلسوفان برجسته نسل خود بود. او عمدتاً در متافیزیک، فلسفه ذهن، منطق فلسفی و تاریخ فلسفه مدرن اولیه تحقیق و آثاری منتشر کرد. او سرپرستی بسیاری از دانشجویان دکترا را بر عهده داشت و روی موضوعات مختلف کار می‌کرد.
یکی از کمک‌های او دفاع پیچیده‌ای از تعامل‌گرایی دوگانه در فلسفه ذهن بود. دیدگاهی که در آن ذهن و مغز جوهری متمایز هستند و حقایق مربوط به هر یک «به لحاظ علّی» به دیگری مرتبط است.

## آثار
- «انواع هستی: مطالعه فردیت، هویت و منطق اصطلاحات مرتب‌سازی» (آکسفورد: بلک‌ول، ۱۹۸۹)
- «لاک در باب درک انسانی» (لندن: روتلج، ۱۹۹۵)
- «موضوعات تجربه» (کمبریج: انتشارات دانشگاه کمبریج، ۱۹۹۶)
- «امکان متافیزیک» (آکسفورد: انتشارات دانشگاه آکسفورد، ۱۹۹۸)
- «درآمدی بر فلسفه ذهن» (کمبریج: انتشارات دانشگاه کمبریج، ۲۰۰۰)
- «بررسی متافیزیک» (آکسفورد: انتشارات دانشگاه آکسفورد، ۲۰۰۲)
- «لاک» (لندن، نیویورک: روتلج: ۲۰۰۵)
- «هستی‌شناسی چهار دسته‌ای: بنیاد متافیزیکی برای علوم طبیعی» (آکسفورد: انتشارات دانشگاه آکسفورد، ۲۰۰۶)
- «آژانس شخصی» (آکسفورد: انتشارات دانشگاه آکسفورد، ۲۰۰۷)
- «انواع بیشتر وجود: مطالعه بیشتر در مورد فردیت، هویت و منطق اصطلاحات مرتب‌سازی» (وایلی-بلک‌ول ۲۰۰۹)
- «اشکال تفکر: مطالعه‌ای در منطق فلسفی» (انتشارات دانشگاه کمبریج، ۲۰۱۳)

او همچنین بیش از ۲۰۰ مقاله، از جمله در مجلات برجسته در زمینه‌هایی مانند فلسفه، ذهن، و نوس منتشر کرد.